# Leeuwen van Zeeburg
Leeuwen van Zeeburg is een beeldengroep aan weerszijden van het Amsterdam-Rijnkanaal.
Het kunstwerk is "gemaakt" door Marieke van Diemen. De groep bestaat uit vier identieke leeuwen, die bij de ingang van genoemd kanaal staan. Deze leeuwen stammen uit 2015 maar kennen een historie die terugvoert tot eind 19e eeuw. Bart van Hove maakte voor de monding van het Amsterdam-Rijnkanaal toen nog Merwedekanaal geheten, vier leeuwen voor plaatsing bij de schutsluis bij Zeeburg bij de sifon. Een gipsmodel van het origineel uit circa 1888 is in het bezit van het Amsterdam Museum. Een halve eeuw later rond 1942 verdwenen ze weer; het Amsterdam-Rijnkanaal werd verbreed. Ze verdwenen in opslag. Ze vonden later een nieuwe plaats in Emmeloord, waar ze ook geen rust kregen. In de jaren tien van de 21e eeuw werden de restanten van het sluizencomplex gesloopt en wilde Rijkswaterstaat de leeuwen terug. De Noordoostpolder was echter gehecht aan hun exemplaren, maar men wilde wel een op voorstel van Marieke van Diemen gemaakt afgietsel uit 2010 ter beschikking stellen. Van dat ene afgietsel werden vier identieke leeuwen gegoten. Daar waar Van Hove twee varianten maakte (2x linker over rechter voorpoot en 2x rechter over linker voorpoot) kent Amsterdam nu dus vier identieke met de rechter over de linker voorpoot (zoals ook op het oorspronkelijke gipsmodel). De leeuwen staan op sokkels even ten noorden van de Amsterdamsebrug.
De leeuw vertoont gelijkenis met de leeuw die Van Hove verwerkte in zijn monument Gerardus Frederik Westerman dat in Artis staat en uit 1890/1891 stamt (ook rechter over linker poot).

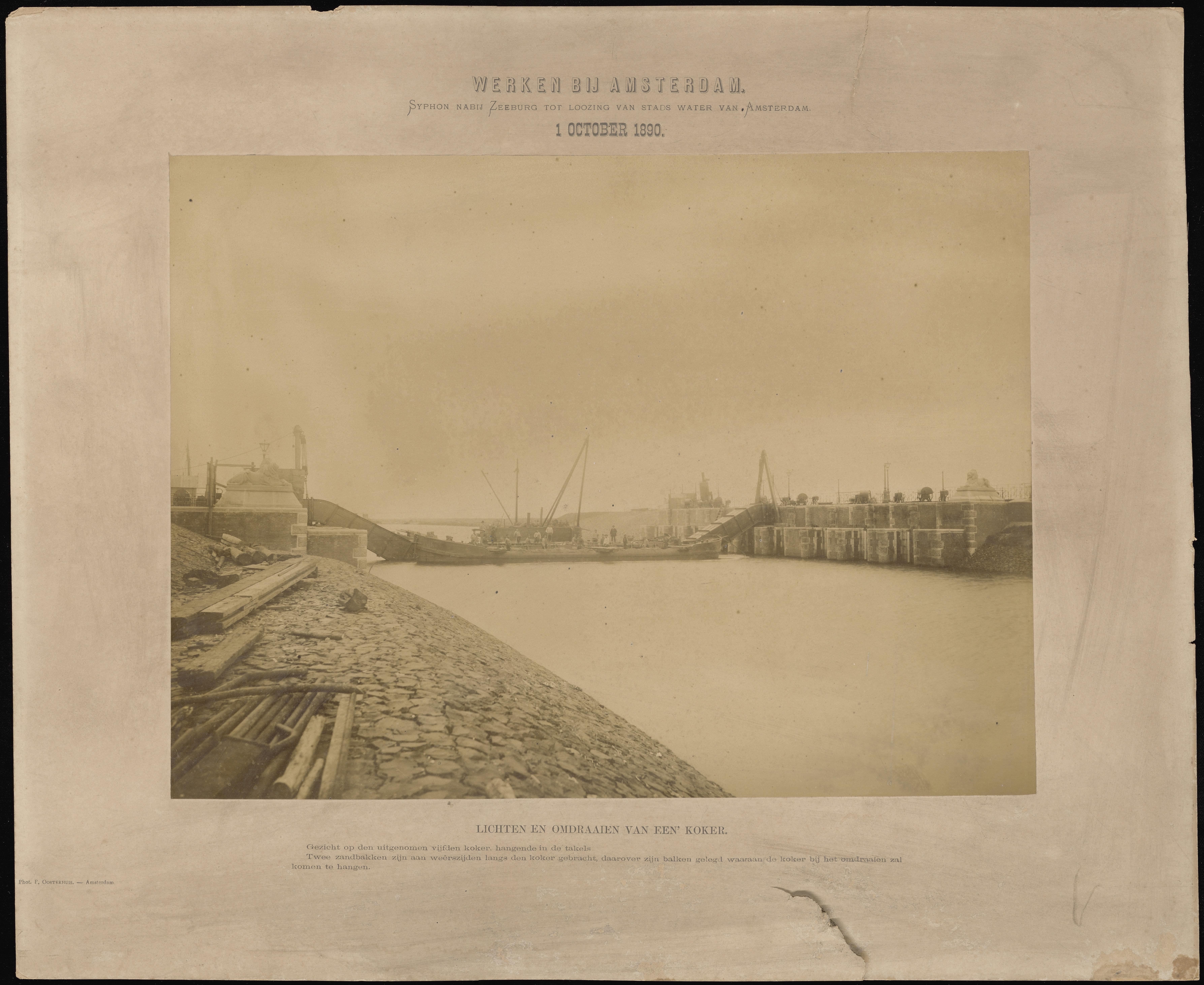
De leeuwen aan weerszijden van de sluis rond 1 oktober 1890

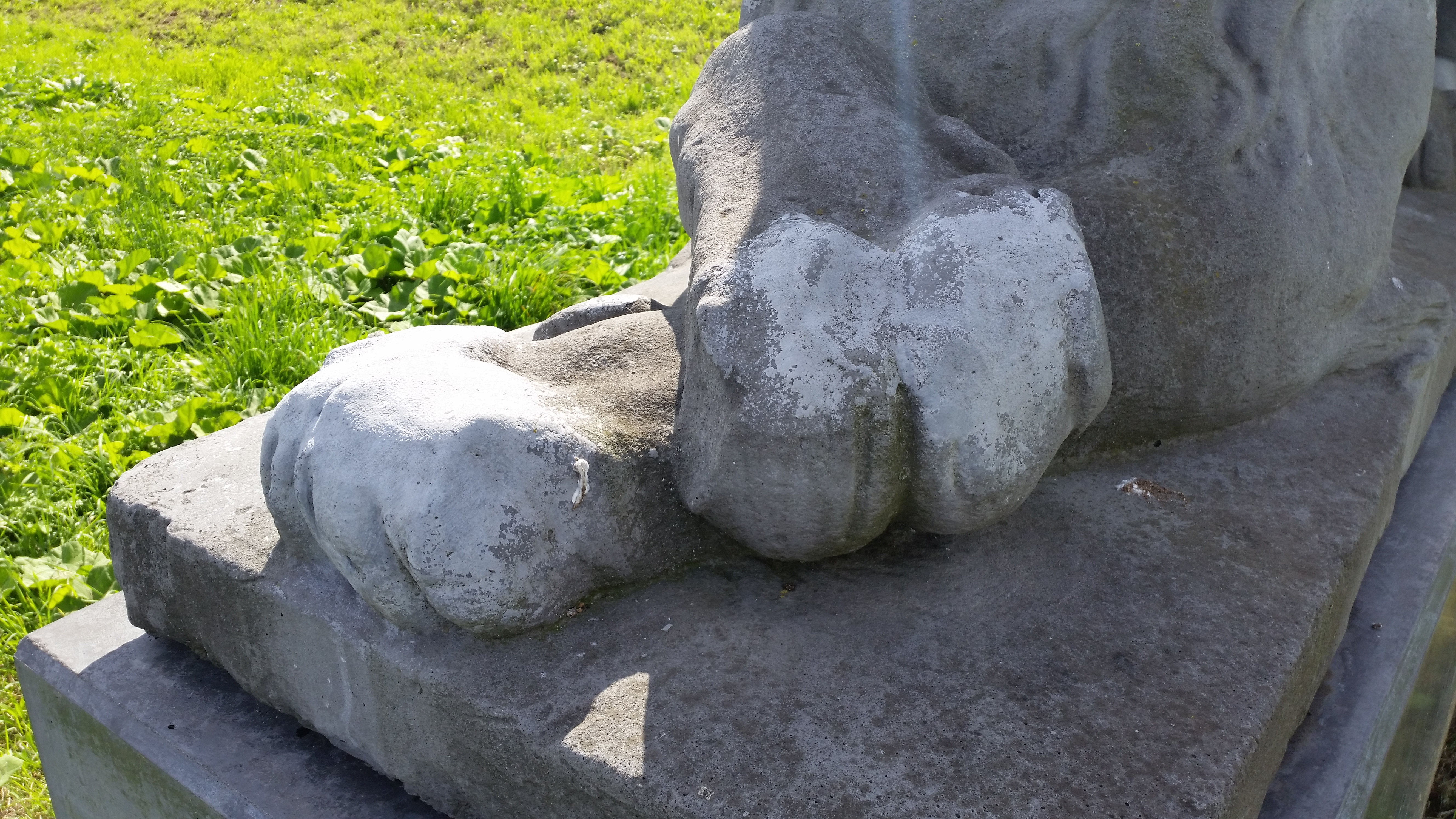
Rechter over linkerpoot (augustus 2019)